# Mellinselkä
Mellinselkä är en sjö i kommunen Juupajoki i landskapet Birkaland i Finland. Sjön ligger 88,8 meter över havet. Arean är 2 kvadratkilometer och strandlinjen är 16,62 kilometer lång. Sjön  ingår i Kumo älvs huvudavrinningsområde.   Den ligger omkring 45 km nordöst om Tammerfors och omkring 180 km norr om Helsingfors. 